# Plainfield (Wisconsin)
Plainfield és una població dels Estats Units a l'estat de Wisconsin. Segons el cens del 2000 tenia 899 habitants.

## Demografia
Segons el cens del 2000, Plainfield tenia 899 habitants, 342 habitatges, i 230 famílies. La densitat de població era de 267 habitants per km².
Dels 342 habitatges en un 34,8% hi vivien nens de menys de 18 anys, en un 50,3% hi vivien parelles casades, en un 12% dones solteres, i en un 32,5% no eren unitats familiars. En el 28,7% dels habitatges hi vivien persones soles el 14,6% de les quals corresponia a persones de 65 anys o més que vivien soles. El nombre mitjà de persones vivint en cada habitatge era de 2,6 i el nombre mitjà de persones que vivien en cada família era de 3,19.
Per edats la població es repartia de la següent manera: un 28,9% tenia menys de 18 anys, un 9% entre 18 i 24, un 28,4% entre 25 i 44, un 18,7% de 45 a 60 i un 15% 65 anys o més.
L'edat mediana era de 34 anys. Per cada 100 dones de 18 o més anys hi havia 93,6 homes.
La renda mediana per habitatge era de 36.328 $ i la renda mediana per família de 43.977 $. Els homes tenien una renda mediana de 29.688 $ mentre que les dones 19.750 $. La renda per capita de la població era de 15.563 $. Aproximadament el 8% de les famílies i l'11,4% de la població estaven per davall del llindar de pobresa.

## Poblacions més properes
El següent diagrama mostra les poblacions més properes.